# Lucas Alexandre Boiteux
Lucas Alexandre Boiteux (Nova Trento, 23 de outubro de 1881 — Rio de Janeiro, 16 de dezembro de 1966) foi um historiador brasileiro.

## Biografia
Filho do comerciante Henrique Carlos Boiteux e Maria Carolina Jacques Boiteux, irmão do almirante Henrique Boiteux e do patrono do ensino superior catarinense, José Artur Boiteux.
Foi membro da Sociedade de Geografia do Rio de Janeiro, do Instituto Histórico e Geográfico Brasileiro e da Academia Catarinense de Letras. Sócio-correspondente do Instituto Histórico e Geográfico do Espírito Santo.
Considerado o maior historiador naval brasileiro, produziu trabalhos sobre o tema a partir de 1908, até o ano de sua morte. Era também um apaixonado por seu estado natal, tendo desenhado o brasão de armas do estado e escrito diversas obras e inúmeros artigos a respeito de Santa Catarina. O destaque foi “Notas para a História Catarinense”, de 1912, que foi depois condensada didaticamente e adotada pelas escolas estaduais de Santa Catarina a partir de 1919, em sucessivas edições. 
Casou com Diamantina Demaria, deixando numerosa descendência: Altair Demaria Boiteux, Bayard Demaria Boiteux, Colbert Demaria Boiteux, Nelson Demaria Boiteux, Norton Demaria Boiteux, Ruyter Demaria Boiteux, Solange Demaria Boiteux, Yan Demaria Boiteux, Yerusa Demaria Boiteux, Yolanda Demaria Boiteux e Yvone Demaria Boiteux.

## Obras
- Notas para a história Catharinense (1912)
- A pequena história Catharinense (1920)
- Historia de Santa Catharina (1930)
- As façanhas de João das Botas (1935)
- A toponomastica da costa Catharinense no século XVI (1937)
- Poranduba Catarinense (1957)